# Хорнер, Изалин Блю
Изалин Блю Хорнер (анг.I.B.Horner — Ай Би Хорнер, 30 марта 1896 — 25 апреля 1981) — известная британская исследовательница буддизма, переводчица пали, бывшая председатель Общества палийских текстов (1959–1981), кавалер Ордена Британской империи, двоюродная сестра настоятеля буддийского монастыря Амаравати (графство Хартфордшир) Аджана Амаро.

## Биография
Родилась в Уолтемстоу, графство Эссекс. В 1917 году окончила Ньюнхэмский колледж при Кембриджском университете. В 1921 году предприняла длительное путешествие по Шри-Ланке, Индии и Бирме, где познакомилась с буддизмом. В 1923 году вернулась в Великобританию, в 1930 году опубликовала первую книгу по буддологии (Women Under Primitive Buddhism). В 1933 году опубликовала перевод Папанчасудани, комментария на Мадджхиму-никаю.
Некоторое время жила в Манчестере. Скончалась в Лондоне.

## Переводы
- Папанчасудани. 1933
- Мадджхима-никая. 1954
- Милиндапаньха. 1963
- Виманаваттху и Петаваттху. 1974
- Буддхавамса и Чарияпитака. 1975
- Панньса джатака. 1985

## Переводы на русский с переводов Хорнер
- Гхатикара сутта